# 神戶市立工業高等專門學校
神戶市立工業高等專門學校（Kobe City College of Technology），是一所位於日本兵庫縣的高等專門學校，一般簡稱為神戶高專或KCCT。
神戶高專是日本唯一一間既不屬國立高等專門學校機構管轄，也不由公立大學法人或學校法人經營的高等專門學校。

## 沿革
- 1957年 神戶市立六甲工業高等學校於兵庫區吉田町創校。
- 1959年 遷校至垂水區舞子町。
- 1963年 改組為神戶市立六甲工業高等專門學校，初設機械工學、電氣工學、工業化學、土木工學四學科。
- 1966年 更名為神戶市立工業高等專門學校。
- 1988年 設立電子工學科。
- 1990年 遷校至西區學園東町。工業化學科更名為應用化學科
- 1994年 土木工學科更名都市工學科。
- 1998年 設立專攻科（電氣電子工學專攻、應用化學專攻）。
- 2000年 增設機械系統工學、都市工學兩專攻科。

## 教育組織

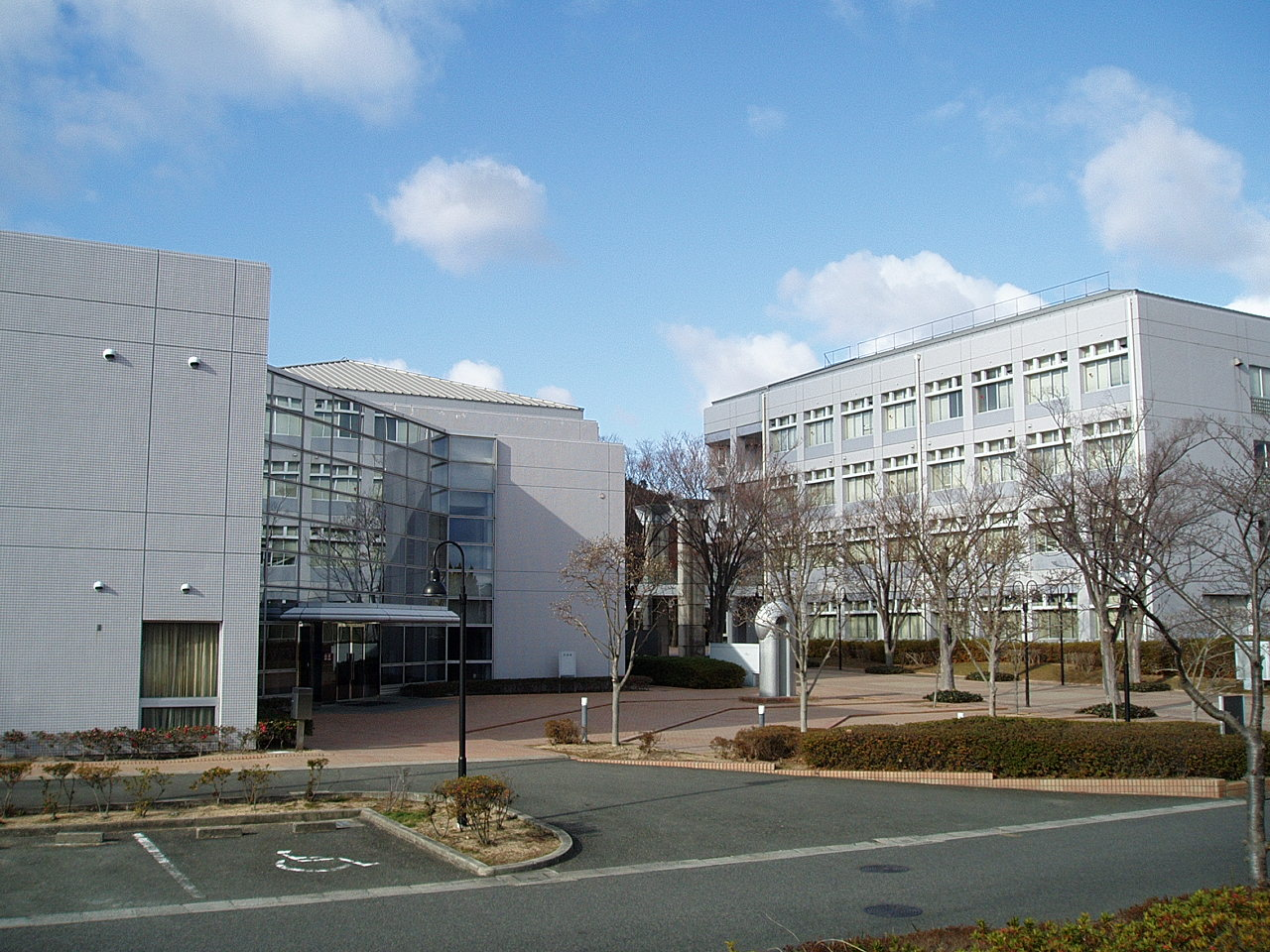
本部大樓（左）與都市工學科大樓（右）

### 本科（副學士課程）
- 機械工學科
  - 設計系統課程
  - 系統控制課程
- 電氣工學科
- 電子工學科
- 應用化學科
- 都市工學科

### 專攻科（學士課程）
- 機械系統工學專攻
- 電氣電子工學專攻
- 應用化學專攻
- 都市工學專攻

## 交通資訊
搭乘神戶市營地下鐵西神·山手線，於學園都市站或綜合運動公園站下車，徒步約15分鐘。

## 外部連結
- 神戶市立工業高等專門學校 （页面存档备份，存于）

34°40′44.3″N 135°4′1.2″E / 34.678972°N 135.067000°E